# Ducobu 3
Série Ducobu
Les Vacances de Ducobu
(2012) Ducobu Président !
(2022)
Pour plus de détails, voir Fiche technique et Distribution.
Ducobu 3 est une comédie française réalisée par Élie Semoun, inspirée de la série de bande-dessinées éponyme de Godi et Zidrou, et sortie en 2020.
Une suite intitulée Ducobu président ! est sortie en 2022.

## Synopsis
C’est la rentrée des classes à l’école Saint-Potache. Ducobu, tout juste de retour de vacances avec son amie Léonie Gratin, où il a quand même retrouvé un trésor refuse le retour en classe. Malgré tous ses efforts pour éviter l’école, il finit par échouer et reprendre le chemin de la salle de classe. Mais cette année, rien ne se passe comme prévu.
Un nouvel élève, Théo-Georges Vincent (surnommé TGV), s’installe à la fameuse « place du cancre », celle que Ducobu siège depuis longtemps. TGV annonce sans détour qu’il est là pour prendre sa place de plus mauvais élève. Mais contrairement à Ducobu, TGV utilise des lunettes technologiques d’intelligence artificielle pour tricher de manière imperceptible. Gustave Latouche, leur professeur, tente de mettre au défi ce nouveau rival en lui posant des questions difficiles, mais TGV répond toujours correctement grâce à son gadget, ce qui agace profondément Ducobu.
Dans le même temps, un autre nouvel élève fait son entrée dans la classe : Willie Blancheberry, un jeune play-boy anglais, avec de longs cheveux bouclés qui séduit Léonie dès le premier regard. Cela pique la jalousie de Ducobu, bien qu’il n’ose pas l’avouer.
Les tensions montent rapidement entre Ducobu et TGV. Lors d’une dictée, Ducobu tente de tricher avec un éventail-miroir pour copier sur Léonie, mais il se fait attraper par Latouche, qui l’envoie au coin. Pendant ce temps, TGV ne rate pas une occasion de le provoquer. Humilié, Ducobu décide de se rendre chez Kitrish, un magasin spécialisé dans les gadgets de triche, tenu par M. Kitrish. Fidèle client de ce lieu, il lui explique qu’il a besoin d’un équipement exceptionnel pour vaincre TGV. Ce dernier lui fournit alors les outils de triche les plus sophistiqués qu’il ait en stock.
Parallèlement à cette rivalité scolaire, les intrigues familiales se compliquent. Léonie remarque que sa mère, Adeline, semble très joyeuse après avoir reçu un message. Elle devine rapidement que ce message vient d’Hervé, le père de Ducobu. De son côté, Ducobu découvre que son père échange également des messages complices avec Adeline. Tous deux comprennent que leurs parents sortent ensemble.
Chez elle, Ghislaine, la professeure de musique et femme de Latouche, découvre à la télévision l’existence d’un concours de chant, le Mini Conservatoire, où le gagnant remporte une importante cagnotte pour son école. Consciente que l’école Saint-Potache est en grande difficulté financière, elle décide de préparer ses élèves pour ce concours. Parmi eux, Willie se distingue rapidement grâce à sa voix exceptionnelle, digne d’un prodige. Il gagne en popularité, et Ghislaine, voyant en lui un atout précieux, décide de l’inscrire au concours, accompagnée de Léonie.
Cependant, lors de la récréation, Willie humilie ouvertement TGV et Ducobu devant Léonie, ce qui les met en colère. Face à cette humiliation, les deux garçons, jusque-là rivaux, finissent par s’allier, leur haine commune pour Willie.
Plus tard, Hervé et Adeline souhaitent cacher leur relation naissante en organisant un rendez-vous au musée qu'ils maquillent comme un simple hasard, prétendant se croiser là par pur coïncidence. Cependant, Léonie et Ducobu remarquent rapidement que quelque chose cloche. Les deux enfants se disputent finalement en voyant leurs parents jouer la comédie. Léonie lance alors une remarque acerbe sur le style de sa mère, en disant qu’elle préfère les rappeurs musclés et costauds, pas les « maigrichons » comme son père. De son côté, Ducobu réplique en évoquant que son père aime les fashionista sexy à la Kim Kardashian ou Lady Gaga, pas les « ringardes » comme sa mère.
Pensant que leurs enfants ont raison et que leurs remarques sont sincères, Hervé et Adeline prennent la situation au sérieux et décident de changer de look pour correspondre aux descriptions données par leurs enfants.
Plus tard, Gustave, toujours sous l'influence de sa mère; qui porte également le prénom de Ghislaine, la convainc de faire emménager l’autre Ghislaine, sa compagne, chez eux. Cela complique encore davantage la situation à la maison, car la cohabitation devient très tendue entre les deux femmes qui partagent le même prénom.
De son côté, Hervé, perturbé par ce que lui a dit Ducobu sur le style de sa compagne Adeline, se rend dans un magasin de musculation avec l’intention de se muscler pour séduire Adeline. Le vendeur lui propose une poudre illégale destinée aux taureaux pour améliorer sa masse musculaire. Intrigué, Ducobu pose quelques questions au vendeur, qui lui explique que si un enfant ingère cette poudre, cela changerait sa voix, provoquerait l’apparition de boutons partout et entraîner une croissance excessive de poils sur le corps.
Ducobu et TGV décident de préparer des petits gâteaux pour Willie en y ajoutant cette poudre. Leur objectif est de lui faire changer de voix et ainsi se venger de son attitude arrogante. Ils préparent leur plan de manière soigneusement machiavélique, espérant que leur « vengeance » réussira.
De son côté, Adeline, influencée par les remarques de Léonie, change complètement de look pour ressembler au style qu'elle pense que son petit ami préfère. Elle modifie son style vestimentaire, se coupe les cheveux différemment et même change sa façon de parler.
Chez Gustave, la cohabitation entre les deux Ghislaine devient rapidement insupportable. Les deux femmes ne peuvent se supporter et leurs disputes envahissent la maison.
Pendant ce temps, Willie, sans se douter de la supercherie, mange les gâteaux préparés par Ducobu et TGV. Après les avoir ingérés, sa voix se modifie soudainement. Willie se rend vite compte qu’il ne peut plus chanter, ce qui l’empêche de participer au Mini Conservatoire.
Plus tard, Ducobu et TGV entendent les adultes discuter de la situation. Ils apprennent que Willie était leur dernier espoir pour sauver l’école Saint-Potache, qui est maintenant condamnée à la ruine. Ducobu décide de prendre les choses en main et de remplacer Willie au concours du Mini Conservatoire. Toutefois il se rend vite compte qu'il n'a aucun talent vocal et chante comme une casserole. Mais il décide de recourir à sa plus grande compétence : la triche.
Avec l’aide de TGV, qui s'avère être un petit génie de la technologie, Ducobu se sert d'un petit appareil pour modifier sa voix et la transformer en une mélodie magnifique. Lors d’un cours de musique, Ducobu profite de l’occasion et demande à chanter devant la classe avec sa voix modifiée. Il fait une démonstration impressionnante, et sa performance laisse tout le monde bouche bée, y compris Ghislaine, la professeure de musique.
Étonnée par son talent tu depuis longtemps, Ghislaine décide d’inscrire Ducobu au Mini Conservatoire. Le grand jour du concours arrive, et Ducobu monte sur scène pour sa première performance. Grâce à l’appareil de TGV qui modifie sa voix, il interprète magistralement Bella de Gims. Le public est conquis, et Ducobu se qualifie haut la main pour la suite du Mini Conservatoire, devenant rapidement l'espoir de l'école Saint-Potache.
De retour au collège, Ducobu devient la star incontestée. Tous les élèves le félicitent et l'admirent, et il se délecte de cette soudaine popularité. Il est au centre de toutes les attentions, ce qui finit par agacer Latouche. En classe, ce dernier tente de reprendre le contrôle de la situation en réinstaurant l’autorité. Pour cela, il punit Ducobu, ce qui provoque une révolte générale des élèves qui prennent la défense de leur nouveau héros. Dépassé par la situation, Latouche quitte furieusement la salle et finit par disparaître. Son absence ne contrarie personne, sauf sa compagne Ghislaine.
Quelques jours plus tard, la deuxième épreuve du Mini Conservatoire a lieu. Ducobu, toujours accompagné de Léonie, interprète Con te partirò d’Andrea Bocelli. Leur duo impressionne tout le monde par son harmonie, et ils se qualifient pour la finale. Cependant, vers la fin de la chanson, la console de TGV, qui modifie la voix de Ducobu, subit un bref bug. Pendant une seconde, la voix de Ducobu est altérée et redevient ce qu’elle est réellement. Heureusement, l’incident est si court que personne dans le public ne semble le remarquer.
Finalement, Ghislaine et Ducobu se rendent à la maison psychiatrique de l’éducation nationale pour retrouver Gustave Latouche, qui s’était retiré après avoir quitté l’école. Là-bas, Latouche pardonne à Ducobu et décide de revenir pour les soutenir.
Vient enfin le jour tant attendu de la grande finale du Mini Conservatoire. Ducobu affronte Charles-Édouard, un élève talentueux de l’école Jean-d’Ormesson. Tout semble prêt, mais une catastrophe survient en coulisses : Willie, devenu leur allié , renverse accidentellement son Coca-Cola sur la console de TGV. Ce dernier panique mais tente de rassurer Ducobu en disant que la console semble fonctionner… bien qu’il ne puisse garantir qu’elle tiendra longtemps.
Malgré l’incertitude, Ducobu n’a pas le choix. Déterminé à sauver Saint-Potache, il monte sur scène pour interpréter On écrit sur les murs des Kids United. Au début, tout se passe parfaitement, et la performance semble conquérir le public. Mais après le premier refrain, le drame éclate : la console de TGV plante complètement. La voix de Ducobu commence à se déformer de façon chaotique, passant du très aigu au très grave, et la musique s’arrête brutalement. Le public comprend immédiatement la supercherie.
Sous le choc, Léonie fuit la scène en courant. Le présentateur sort alors un micro-cravate du col de Ducobu qu’il compare à un dispositif de dopage vocal, et déclare Charles-Édouard vainqueur du concours. L’humiliation de Ducobu semble totale, mais dans un dernier élan de courage, il demande la parole pour s’expliquer.
Ducobu avoue publiquement sa tricherie, reconnaît ses torts, et explique qu’il n’avait qu’une seule motivation : sauver son école en ruine, Saint-Potache. Il confie qu’il voulait remporter la cagnotte pour donner une chance à son établissement et à ses camarades.
Touché par son discours, le présentateur décide d'offrir une partie de son propre salaire pour aider Saint-Potache à éviter la fermeture.
Adeline et Hervé s’embrassent enfin. Peu après, Ducobu part retrouver Léonie pour s’excuser. Dans un élan sincère, il lui avoue ses sentiments et lui dit qu’il l’aime. Léonie accepte ses excuses et lui avoue à son tour qu’elle l’aime aussi. Sous les applaudissements du public, ils échangent un baiser.

## Fiche technique
- Réalisation : Élie Semoun
- Scénario : Guy Laurent, Élie Semoun et Marc de Chauveron d’après la bande-dessinée de Godi et Zidrou
- Musique : Alexandre Azaria
- Décors : Tom Darmstaedter
- Costumes : Frédérique Leroy
- Photographie : Christian Abomnes
- Montage : Sandro Lavezzi
- Production : Romain Rojtman (UGC)
- Sociétés de production : UGC Films, TF1 Films Productions, Les Films du Premier, Les Films du 24 et Umedia
- SOFICA : Cinémage 13, Cinécap 3, LBPI 13
- Société de distribution nationale : UGC Distribution
- Budget : 8 960 000 euros
- Pays de production :  France
- Langue originale : français
- Format : couleur — 1,85:1
- Genre : comédie
- Durée : 90 minutes
- Dates de sortie :
  - France : 12 janvier 2020 (Abbeville)[1] ; 5 février 2020 (sortie nationale)

## Distribution
- Mathys Gros : Ducobu
- Élie Semoun : Pr Gustave Latouche / Pr Gérard Gérardini / Ghislaine Latouche, la mère de Gustave
- Leeloo Eyme : Léonie Gratin
- Émilie Caen : Ghislaine Rateau, la professeure de musique
- Loïc Legendre : Hervé Ducobu, le père de Ducobu
- Frédérique Bel : Adeline Gratin, la mère de Léonie
- François Levantal : le directeur de Saint-Potache
- Chad Ebengue : Théo-Georges Vincent « TGV », nouvel élève de Saint-Potache et expert en triche
- Léopold Moati : Willie Blancheberry, nouvel élève de Saint-Potache
- Florent Peyre : l'animateur du concours Le Mini Conservatoire
- Juliette Chappey : Anaïs, assistante du présentateur du Mini Conservatoire
- Nathan Laface Charles-Édouard, élvève de l'école Jean-d'Ormesson et rival de Ducobu au Mini Conservatoire
- Gérard Jugnot : M. Kitrish, propriétaire du magasin « Kitrish »
- Olivier Massart : le directeur de l'école Jean-d'Ormesson
- Luca Saintghislain : Lucas
- Ambre Tshilumba : Karine, la meilleure amie de Léonie
- Mahdi Alaoui : « Monsieur muscle », le vendeur du magasin de musculation
- Norman Thavaud : le père de Willie
- Oldelaf : le policier
- Adrien Rojtman : client du magasin « Kitrish »

## Bande originale
- Bella : Gims
- On écrit sur les murs : Demis Roussos
- Je te donne : Jean-Jacques Goldman et Michael Jones
- Get Down on It : Kool and the Gang
- Happy : Kids United
- Y'a d'la joie : Charles Trenet
- Con te partirò : Andrea Bocelli
- La Vie en rose : Édith Piaf
- Le lion est mort ce soir : Kids United
- Allumer le feu : Johnny Hallyday
- Ma Benz : Suprême NTM
- Dommage : Bigflo et Oli
- Le lion est mort ce soir : Henri Salvador

## Autour du film
Dans ce troisième volet, Élie Semoun, qui fait ses débuts comme réalisateur et succède à Philippe de Chauveron, est le seul à avoir repris ses rôles respectifs (M. Latouche et sa mère), tous les autres personnages ont subi une révision de casting :
- Mathys Gros reprend le rôle de l'élève Ducobu tenu par Vincent Claude dans le premier film et François Viette dans le deuxième, ces deux derniers étant devenus adultes.
- Juliette Chappey, également devenue adulte, cède sa place à Leeloo Eyme pour le rôle de Léonie Gratin. Elle possède néanmoins un petit rôle, celui de l'assistante du présentateur du « Mini Conservatoire ».
- Émilie Caen succède à Joséphine de Meaux dans le rôle de Mlle Rateau, l’actrice étant occupée à jouer au théâtre.
- Frédérique Bel reprend le rôle d'Adeline Gratin tenu par Helena Noguerra dans les deux premiers films.
- Loïc Legendre, qui jouait un infirmier dans le premier film, reprend le rôle d'Hervé Ducobu après Bruno Podalydès et Pierre-François Martin-Laval.
- Gérard Jugnot reprend le rôle de M. Kitrish tenu dans le premier film par Jean-Paul Bonnaire, ce dernier étant décédé en 2013. Les deux acteurs s'étaient par ailleurs donné la réplique dans le film Les Choristes de Christophe Barratier en 2004.
- Edgar Givry cède sa place à François Levantal pour le rôle du directeur de St-Potache. Ce dernier faisait déjà une apparition dans le premier film dans le rôle du professeur de la pension imaginé par Ducobu.
- Ambre Tshilumba remplace Daphné Tarka pour le rôle de Karine Dubuisson, la meilleure amie de Léonie Gratin.

Élie Semoun joue également le rôle de M. Gérardini, l'instituteur de l'école Jean-d'Ormesson, ainsi que le rôle de Mme Ghislaine Latouche, mère de Gustave Latouche.
Le film a été tourné entièrement en Belgique, dans une école communale d'Ixelles, ainsi que sur un plateau, à Vilvorde.
Dans ce film on entend « les enfants ne veulent jamais grandir » cette phrase est similaire à celle de Peter Pan.
Dans la scène de passage au réparation d’appareils, un garçon dit à TGV « C’était la console de mon père » la console du père du garçon qui le donne à TGV est une Game Boy, la console de Nintendo.

## Box-office
En France, le film dépasse le million d'entrées en un mois et dix jours et atteint 1 497 326 entrées à la fin de son exploitation, faisant de lui le film de la série ayant enregistré le plus grand nombre d'entrées en France.